# Якуньёль
Якуньёль (коми Якуньёль) — посёлок в Прилузском районе республики Коми, входит в состав сельского поселения Слудка.

## География
Посёлок находится на правом берегу реки Летка, на расстоянии примерно 107 км к югу от села Объячево, административного центра района.

## История
Основан в 1931 году как посёлок лесопункта Летского леспромхоза, в административном отношении относился к Кировской области. Позже образовался Якуньельский леспромхоз «Кировлеспрома». В 1940 году посёлок вошёл в состав Коми АССР.

## Население
| 2010 |
| ---- |
| 291  |

### Национальный состав
Согласно результатам переписи 2002 года, в национальной структуре населения русские составляли 57 % из 449 чел., коми — 40 %.